# Vlastimil Šulgan
Vlastimil Šulgan (* 11. srpna 1975 Čadca) je slovenský starokatolický kněz, od roku 2021 biskup Starokatolické církve na Slovensku a biskup Apoštolské episkopální církve katolické v ČR.
Narodil se v Čadci. Po ukončení gymnázia studoval na Teologické fakultě v Nitře. V roce 1997 nastoupil na povinnou vojenskou službu. Po jejím absolvování nastoupil na Teologický institut Trnavské Univerzity v Bratislavě. V roku 2000 studia dokončil a byl vysvěcen na římskokatolického kněze. V roce 2003 vstoupil do Starokatolické církve na Slovensku a v roce 2004 se oženil. Má dvě děti. V roce 2015 byl vysvěcen na biskupa. Od roku 2015 byl pouze pomocným biskupem. V roce 2021 byl po smrti Augustína Bačinského zvolen biskupem Starokatolické církve na Slovensku.